# Florian Schmidt-Sommerfeld
Florian „Schmiso“ Schmidt-Sommerfeld (* 15. Januar 1990 in München) ist ein deutscher Sportkommentator und TV-Moderator mit den Schwerpunkten Handball, Fußball und American Football.

## Werdegang
In seiner Jugend spielte Schmidt-Sommerfeld zehn Jahre Handball beim TSV Trudering in München.
Nach dem Abitur studierte er Politikwissenschaft an der Ludwig-Maximilians-Universität München. Parallel bildete er sich im Sportbereich weiter und sammelte in diversen Rundfunkstationen – beispielsweise bei M94.5 – Erfahrung. 2015 wurde er freier Mitarbeiter beim TV-Sender Motorvision TV. Nach einem Casting wurde er bei ran NFL im Herbst 2015 Reporter und Moderator von NFL-Übertragungen. Im Juli 2017 wechselte er zu Sky Sport, wo er vor allem Handball-, aber auch Fußballspiele kommentiert. In der Saison 2018/19 moderierte er zudem für Sky Sport News die Fußball-Talkshow Champions Corner. Seit Februar 2019 führt er alle zwei Wochen durch den Handball-Podcast Hand aufs Harz der HBL. Von März 2020 bis Mai 2024 war er wöchentlich an der Seite von Frank Buschmann im Podcast Lauschangriff – Endlich was mit Sport... zu hören. Seit August 2024 wird der Podcast unter dem neuen Namen Lauschangriff FC fortgeführt. Gemeinsam mit dem Sportmoderator Jan Platte diskutiert Schmidt-Sommerfeld Aktuelles rund um das Thema Fußball. In der NFL-Saison 2023/24 war er bei RTL erneut als Kommentator der NFL-Übertragungen tätig.
Im Unterhaltungsbereich moderierte er im April 2016 Die große ProSieben Völkerball Meisterschaft und 2017 mit Aiman Abdallah die ProSieben-Abendshow Noch Fragen ...? Seit 2021 moderiert er die Sat.1-Show 99 – Eine:r schlägt sie alle!, die erste Staffel 2021 zusammen mit Johanna Klum, seit der zweiten Staffel mit Melissa Khalaj. In der RTL-Sendung Promi Touchdown – Die Football-Show war er im November 2023 gemeinsam mit Jana Wosnitza als Kommentator zu sehen. Seit Juli 2024 kommentiert er die Spiele von Murmel Mania auf Sat.1.
Seit der Gründung von Dyn Media zur Saison 2023/24 moderiert und kommentiert Schmidt-Sommerfeld außerdem Handballspiele für den Sender. Darüber hinaus moderiert er den wöchentlich erscheinenden Video-Podcast Kretzsche & Schmiso zusammen mit Stefan Kretzschmar auf Dyn. Der monatliche Handball-Talk Harzblut mit Kretzschmar, Pascal Hens und Michael Kraus wird ebenso von Schmidt-Sommerfeld moderiert.
Ab EA Sports FC 25 wird Schmidt-Sommerfeld zusammen mit Jan Platte das neue Kommentatoren-Duo bilden und Kommentare für die virtuellen Spiele liefern. Sie werden die Nachfolge von Wolff-Christoph Fuss und Frank Buschmann antreten, die nach 8 Jahren abgelöst werden und die Reihe seit FIFA 16 bzw. im Fall von Buschmann seit FIFA 11 begleiteten.

## Auszeichnungen
- Deutscher Sportjournalistenpreis 2021 – „Bester Sportkommentator“
- Drei90 Awards 2021 – „Kommentator des Jahres“
- Drei90 Awards 2022 – „Kommentator des Jahres“